# Norman Wells
| Norman Wells The Wells               |                         |
| Norman Wells vista do céu            |                         |
| Coordenadas: 65°16′52"N, 126°49′53"O |                         |
| Território                           | Territórios do Noroeste |
|                                      |                         |
| Área                                 |                         |
| - Cidade                             | 93,28 km², 36,02 mi²    |
| Altitude                             | 73 m, 240 ft            |
| Fuso horário                         | UTC -7/-6               |
| População (2010)                     |                         |
| - Cidade                             | 800                     |
| - Densidade                          | 8,2 hab/km², 21 hab/mi² |
| Website: www.normanwells.com/        |                         |

Norman Wells (da Língua Slavey Tłegǫ́hłı̨, Onde há óleo) é uma pequena vila localizada na Região de Sahtu, nos Territórios do Noroeste, Canadá. Está localizada no lado norte do Rio Mackenzie.

## História
A cidade é fruto do resultado do governo canadense em exploração petrolífera na década de 1880. Alexander Mackenzie tinha relatado já no Século XVIII que o povo Dene usava o petróleo para impermeabilizar suas canoas. A região era remota e não havia interesse por parte de exploradores até 1911 quando JK Cornwall investigou o escoamento do petróleo na região e constatou que tinha alta qualidade. Logo a Imperial Oil obteve concessão de exploração do petróleo na área e enviou equipes para a perfuração. Em 1920, descobriu-se petróleo perto do atual local de Norman Wells.
O petróleo fornecido pela região supriu comunidades regionais e também os interesses da mineração através dos 1920 e 1930. Também ajudou a suprir o desenvolvimento da aviação no Vale Mackenzie, com suporte de combustível e lubrificante.
A ameaça de uma invasão japonesa na América do Norte agitou o interesse petrolífero de Norman Wells. Os Estados Unidos construíram a Alaska Highway , numa jogada ousada, conectando Yukon ao Alasca.
Este projeto foi chamado Canol, embora abandonado um ano depois de sua implantação. Apesar do abandono do projeto, os interesses petrolíferos continuaram a crescer. Em 1980, planos ambiciosos como a construção de 06 ilhas artificiais para a perfuração no rio Mackenzie e um gasoduto de 12 polegadas em Alberta.
Passados mais de 90 anos, a empresa Esso's Norman Wells produziu mais de 226 milhões de barris de petróleo. Em anos recentes, toda essa produção é transportada para o sul canadense.

## População
A população é de aproximadamente 800 habitantes.